# Gentleman (Guè)
| Recensione           | Giudizio |
| -------------------- | -------- |
| Rockit               | positivo |
| Rockol               |          |
| Rolling Stone Italia |          |

Gentleman è il quarto album in studio del rapper italiano Guè, pubblicato il 30 giugno 2017 dalla Universal Music Group e dalla Def Jam Recordings.

## Tracce
1. T'apposto – 3:14
2. Lamborghini (feat. Sfera Ebbasta) – 3:38
3. Milionario (feat. El Micha) – 3:21
4. Guersace – 3:14
5. Non ci sei tu – 3:09
6. Relaxxx (feat. Marracash) – 3:28
7. Mimmo Flow – 3:42
8. Scarafaggio (feat. Tony Effe & Frank White) – 3:17
9. Oro giallo (feat. Luchè) – 3:39
10. La malaeducazione (feat. Enzo Avitabile) – 3:58
11. Punto su di te – 3:28
12. La mia collana – 3:30
13. Il viola – 3:42
14. Trentuno giorni – 3:17

Tracce bonus nella Red Version
1. Trinità – 3:26 (testo: Cosimo Fini – musica: Max D'Ambra)
2. Io non ho paura – 2:40

Tracce bonus nella Blue Version
1. Un altro giorno, un altro euro (feat. Vale Lambo) – 3:30
2. Te quiero (feat. Laïoung) – 4:05

Tracce bonus nell'edizione digitale
1. Trinità – 3:26 (testo: Cosimo Fini – musica: Max D'Ambra)
2. Milionario (feat. El Micha) (Spanish Edit) – 3:21

CD/10" bonus nell'edizione deluxe
1. Trinità – 3:26 (testo: Cosimo Fini – musica: Max D'Ambra)
2. Io non ho paura – 2:40
3. Un altro giorno, un altro euro (feat. Vale Lambo) – 3:30
4. Te quiero (feat. Laïoung) – 4:05
5. Lamborghini RMX (feat. feat. Sfera Ebbasta & Elettra Lamborghini) – 4:08

## Formazione
Musicisti
- Gué Pequeno – voce
- Sfera Ebbasta – voce aggiuntiva (traccia 2)
- El Micha – voce aggiuntiva (traccia 3)
- Marracash – voce aggiuntiva (traccia 6)
- Tony Effe – voce aggiuntiva (traccia 8)
- Frank White – voce aggiuntiva (traccia 8)
- Luchè – voce aggiuntiva (traccia 9)
- Enzo Avitabile – voce aggiuntiva (traccia 10)

Produzione
- Sixpm – produzione (tracce 1, 3 e 12)
- Don Joe – produzione (tracce 2, 11 e 15 Blue Version)
- Andry the Hitmaker – produzione (traccia 2 e 16 Blue Version)
- 2nd Roof – produzione (tracce 4 e 7)
- Mace – produzione (traccia 5)
- Phra – produzione (traccia 5)
- Charlie Charles – produzione (traccia 6)
- Abaz – produzione (traccia 7)
- Don Alfonso – produzione (traccia 7)
- Sick Luke – produzione (tracce 8 e 9)
- Marz – produzione (traccia 10)
- D-Ross – produzione (traccia 13)
- Zef – produzione (traccia 14)
- Max D'Ambra – produzione (traccia 15 Red Version)
- Big Fish – produzione (traccia 16 Red Version)
- Rhade – produzione (traccia 16 Red Version)
- Yung Snapp – produzione (traccia 15 Blue Version)

## Classifiche

### Classifiche settimanali
| Classifica (2017) | Posizione massima |
| ----------------- | ----------------- |
| Belgio (Vallonia) | 188               |
| Italia            | 1                 |
| Svizzera          | 26                |

### Classifiche di fine anno
| Classifica (2017) | Posizione |
| ----------------- | --------- |
| Italia            | 10        |
| Classifica (2018) | Posizione |
| Italia            | 76        |